# Kristi Tauti
Kristi Tauti (Dayton, Oregón; 7 de febrero de 1979) es una competidora de figura profesional, modelo de fitness y entrenadora personal estadounidense.

## Biografía
Kristi Tauti nació y creció en la ciudad de Dayton, en el estado de Oregón, siendo la mediana de cinco hijas. Tauti creció en una pequeña ciudad donde sus padres, según Tauti, le enseñaron el significado de la disciplina, la automotivación, la determinación y la fijación de objetivos, que ella considera cualidades importantes que le han permitido alcanzar sus objetivos en la vida y en la competición de figuras. Desde muy joven participó en todo tipo de deportes y actividades. En el instituto, practicó deportes como el voleibol, el baloncesto, el sóftbol y el atletismo. Además de los deportes, tocaba instrumentos musicales como la flauta y el flautín en bandas de concierto, así como el saxo alto en bandas de jazz. Además de todo esto, participaba en muchas otras actividades y clubes en la escuela.
Tras graduarse en el instituto, Tauti fue a un colegio menor durante dos años en Idaho, y más tarde se trasladó a la Universidad Brigham Young de Hawaii con su hermana. Poco después de licenciarse en Ciencias del Deporte, Tauti consiguió unas prácticas en Gold's Gym Honolulu. Allí se le acercó Debbie Bullman, que le sugirió que compitiera. Bullman se convirtió en la entrenadora personal de Tauti y la preparó para su primera competición: el Hawaiian Hurricane Fitness Challenge de 2001. Tauti ganó las dos rondas del desafío de fitness y se llevó el título general. Tras esta victoria, Tauti decidió continuar su carrera en la industria del fitness. Durante este tiempo se casó con su novio polinesio Pati Tauti y se estableció en Oahu. Siguió compitiendo en otros concursos de fitness, como el NPC Mrs. Hawaiian Islands de 2002, el Ms. Designer Body Hawaiian de 2003 y el NPC Team Universe de 2003, obteniendo buenos resultados en todos ellos.
Kristi Tauti tenía previsto competir en el Team Universe 2005, pero cambió de planes. Tras quedar cuarta en el NPC Team Universe 2003, se trasladó de Hawái a su ciudad natal en Oregón, fue madre por primera vez y ahora trabaja en el Hawthorn Farm Athletic Club & Powerhouse Gym como entrenadora personal. Un año después de dar a luz, Tauti regresó a la competición en 2006, participando en la Copa Esmeralda 2006 y en el Ironman de Oregón, donde quedó segunda y primera, respectivamente, clasificándose para una tarjeta profesional. En la actualidad, Kristi Tauti se entrena para competir en el Pittsburgh Pro, el California Pro, el Denver Pro y el Torneo de Campeones, con la esperanza de clasificarse para el Miss Figure Olympia 2007.
En 2008, Tauti formó el Team i-Physique, un equipo competitivo de figuras femeninas/de fitness. El equipo ha crecido rápidamente gracias a su sólido éxito en la temporada 2008 y 2009. Recientemente, Tauti ganó su primer show profesional de la IFBB en Sacramento (California).

## Carrera

### Historial competitivo
- 2010 - IFBB Ms. International – 8º puesto
- 2009 - IFBB Sacramento Pro – 1º puesto
- 2009 - IFBB Border States Pro Figure – 2º puesto
- 2009 - IFBB Miss Figure Olympia – 14º puesto
- 2009 - IFBB California Pro Figure – 3º puesto
- 2008 - IFBB Sacramento Pro Figure Grand Prix – 6º puesto
- 2008 - IFBB Miss Figure Olympia – 18º puesto
- 2008 - IFBB Jacksonville Pro Figure – 6º puesto
- 2008 - IFBB California Pro Figure – 3º puesto
- 2007 - IFBB Sacramento Pro Figure Grand Prix – 12º puesto
- 2007 - IFBB Jan Tana Women's Figure – 9º puesto
- 2007 - IFBB Colorado Pro/Am Classic Figure Contest – 11º puesto
- 2007 - IFBB Pittsburgh Pro Figure – 21º puesto
- 2007 - IFBB California Pro Figure Championships – 9º puesto
- 2006 - NPC Team Universe – 1º puesto (Clase B)
- 2006 - NPC Oregon Ironman – 1º puesto (Clase A y Overall)
- 2006 - NPC Emerald Cup – 2º puesto (Clase A)
- 2006 - NPC Emerald Cup – 2º puesto
- 2003 - NPC Team Universe – 4º puesto
- 2003 - Ms. Designer Body Hawaiian – 1º puesto (SO)
- 2002 - NPC Mrs. Hawaiian Islands – 1º puesto (SO)
- 2002 - Ms. Hawaiian Hurricane – 1º puesto (SO)
- 2001 - Ms. Hawaiian Hurricane – 1º puesto (SO)